# Bodenkäfer

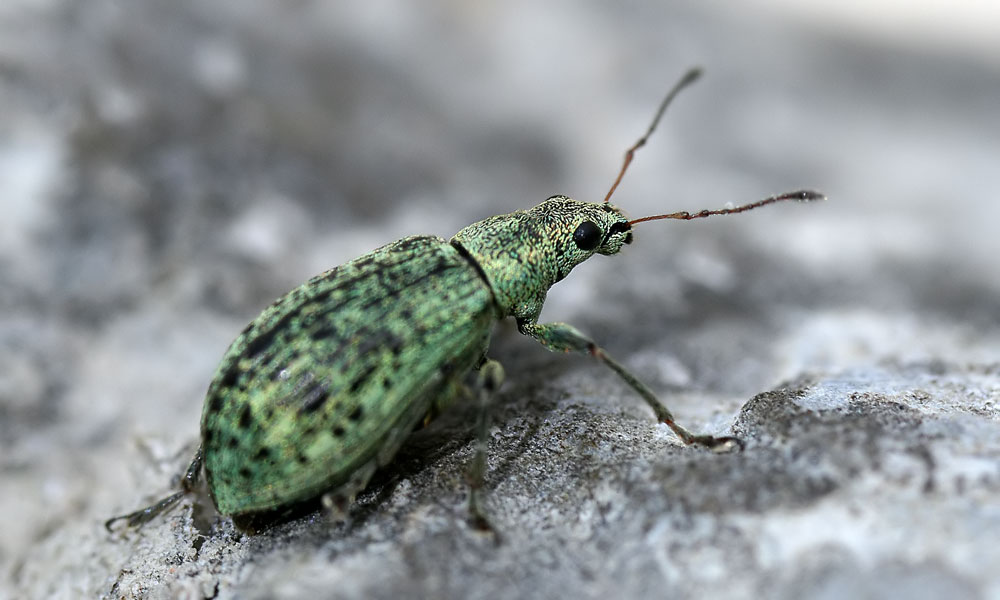
Art der Gattung Polydrusus aus der Familie der Rüsselkäfer

Als Bodenkäfer oder Bodenkäfer-Gesellschaft werden Käferarten aus verschiedenen Käferfamilien zusammengefasst, welche dauerhaft im Oberboden leben. Die oft räuberisch lebenden Insekten ernähren sich zum Beispiel von Nacktschnecken und Würmern oder Aasbestandteilen.
Die Arten werden zu verschiedenen Familien, wie etwa zu den Kurzflüglern, Laufkäfern, Rüsselkäfern, Blattkäfern, Wasserkäfern, Schimmelkäfern, Erdkäfern (Trogidae), Aaskäfern (Silphidae), Mistkäfern (Geotrupidae), Blatthornkäfern (Scarabaeidae), Moderkäfer (Latridiidae) und Kahnkäfern (Scaphidiinae) gezählt.
Bodenkäfer besitzen eine enge Bindung an Standortbedingungen und reagieren auf Veränderungen der Umweltfaktoren durch quantitative und qualitative Veränderungen, wodurch sie gern zur ökologischen Biotopbewertung herangezogen werden.